# Коло підозрюваних
«Коло підозрюваних» — кінофільм режисера Патріс Сов, що вийшов на екрани в 2006 році.

## Зміст
Важко намагатися вижити в кримінальному середовищі. Вчорашні друзі виявляються готові за першої ж нагоди вчепитися вам у горлянку. Кожна тінь може стати джерелом смертельної небезпеки. Потрібно постійно бути напоготові і не довіряти жодній живій душі, крім себе самого.

## Ролі
| Актор            | Роль |
| ---------------- | ---- |
| Патріс Робітейлл | -    |
| Франсуа Летурно  | -    |
| Аник Лемі        | -    |
| Maxime Denommée  | -    |
| Фані Маллет      | -    |
| Максим Годетт    | -    |
| Люк Сені         | -    |
| Норманд Д’Амур   | -    |
| Жиль Рено        | -    |
| Евелін Брошу     | -    |

## Знімальна група
- Режисер — Патріс Сов
- Сценарист — Франсуа Летурно
- Продюсер — Ніколь Роберт, Мартін Бюшемін
- Композитор — Норман Корбей